# コールドウェル郡 (ケンタッキー州)
コールドウェル郡（英: Caldwell County）は、アメリカ合衆国ケンタッキー州の西部に位置する郡である。2010年国勢調査での人口は12,984人であり、2000年の13,060人から0.6%減少した。郡庁所在地はプリンストン市（人口6,329人）であり、同郡で人口最大の都市でもある。コールドウェル郡は1809年に設立され、郡名は1786年のジョージ・ロジャース・クラークによる対インディアン遠征に参加し、第2代ケンタッキー州副知事を務めたジョン・コールドウェルに因んで名付けられた。
郡内のどこにおいてもアルコール飲料の販売が禁止されている「ドライ郡」（禁酒郡）である。

## 歴史
コールドウェル郡は1809年にリビングストン郡から分離して設立された。それ以前はクリスチャン郡、ローガン郡、リンカーン郡の一部だった。リンカーン郡はケンタッキー州最初の3郡の1つだった。
19世紀初期、インディアン移住のためにチェロキー族が西部への涙の道を辿って強制移住させられたときに郡内を通った。チェロキー族は1838年の冬の数週間、郡内で宿営していた。現在はプリンストン市中心街となっているビッグスプリングス、スキンフレーム・クリーク、フレドニアに近いセンタービルがその宿営地だった。
1960年プリンストン・カレッジの建設が始まったが、南北戦争のために完成が遅れた。1861年には南軍がプリンストン・カレッジのグラウンドでその建物や病院を使い宿営した。しかし1862年に南軍が撤退した後、北軍が戦争の残り期間、プリンストンを占領した。1864年12月、ハイラン・ベントン・ライアンが率いた南軍ケンタッキー騎兵襲撃部隊がプリンストンの郡庁舎を焼いた。そこはそれまで北軍守備兵を収容するために使われていた。
19世紀後半に鉄道が伸びてきてプリンストンは、イリノイ・セントラル鉄道やルイビル・アンド・ナッシュビル鉄道など幾つかの幹線の重要な接続点になった。
20世紀への変わり目までに暗色葉タバコの農業ブームが起こり、コールドウェル郡はクリスチャン郡と共にタバコの主要産地になった。しかし、ジェイムズ・B・デュークによるタバコ市場の独占が進み、多くの農夫は負債を抱え不満を抱いた。郡内コブのデイビッド・エイモス博士の指導で、ナイトライダーズと呼ばれる自警団が結成され、デュークの独占と戦った。ナイトライダーズはタバコ畑を荒らし、倉庫を焼き、身体的な脅しを掛けるなどタバコ会社と協業する者にテロ行為を行った。1906年12月のある夜にはプリンストン市を占領し、デュークの倉庫全てを焼いた。この「ブラック・パッチ戦争」と呼ばれた争議は1908年頃に終わった。
20世紀半ば、コールドウェル郡は農業から工業への転換を始めた。現在でも農業が主流だが、北アメリカ最大のクッキーとクラッカーの製造工場であるブレマーなどの工場がある。
1925年以降、郡内にはケンタッキー大学農学カレッジのキャンパスであるケンタッキー大学研究教育センターがある。園芸と生物学の分野では指導的存在になっている。

## 地理
アメリカ合衆国国勢調査局に拠れば、郡域全面積は348.18平方マイル (901.8 km2)であり、このうち陸地346.98平方マイル (898.7 km2)、水域は1.20平方マイル (3.1 km2)で水域率は0.34%である。

### 隣接する郡
- クリッテンデン郡 - 北西
- ウェブスター郡、ホプキンス郡 - 北東
- クリスチャン郡 - 南東
- トリッグ郡 - 南
- ライアン郡 - 南西

## 人口動態
以下は2010年国勢調査による人口統計データである。
| 基礎データ - 人口: 12,984人 - 世帯数: 6,292 世帯 - 人口密度: 13人/km2（37人/mi2） 人種別人口構成 - 白人: 92.6% - アフリカン・アメリカン: 5.5% - ネイティブ・アメリカン: 0.2% - アジア人: 0.3% - 混血: 1.4% - ヒスパニック・ラテン系: 1.2% 年齢別人口構成 - 18歳未満: 22.4% - 65歳以上: 17.9% - 性比（女性100人あたり男性の人口） - 総人口: 93.8 | 世帯と家族（対世帯数） - 平均構成人数 - 世帯: 2.54人 収入と家計 - 収入の中央値 - 世帯: 37,078米ドル - 人口1人あたり収入: 20,001米ドル - 貧困線以下 - 対人口: 23.2% |

## 都市と町
- プリンストン - 郡庁所在地
- フレドニア

### 未編入の町
| - ベイカーズ - ボールドウィンフォード - ブラックホーク - ザ・ブラフ - シーダーブラフ - クラクストン - コブ - クレスウェル | - クライダー - クロウトン - イーノン - ファーマーズビル - フラットロック - フレンドシップ - フライア - ハーパーフォード | - ホップソン - レイクショア - ルイスタウン - マクガワン - ミッドウェイ - ニードモア - オッターポンド - パンプキンセンター | - クイン - ルーファス - シェイディグローブ - スミスフォード - トムグレイフォード - ホワイトサルファー |